# A Crucial Test
A Crucial Test è un cortometraggio muto del 1912 scritto e diretto da Frank Montgomery.

## Produzione
Il film fu prodotto dalla Selig Polyscope Company.

## Distribuzione
Distribuito dalla General Film Company, il film - un cortometraggio di una bobina - uscì nelle sale cinematografiche statunitensi l'11 marzo 1912.